# Kanton Guémené-Penfao
Der Kanton Guémené-Penfao (bretonisch Kanton Gwenvenez-Penfaou) ist seit 1790 ein französischer Kanton im Arrondissement Châteaubriant-Ancenis, im Département Loire-Atlantique und in der Region Pays de la Loire; sein Hauptort ist Guémené-Penfao.

## Geschichte
Der Kanton entstand 1790. Im Jahr 2015 gehörten fünf Gemeinden zum Kanton Guémené-Penfao. Mit der Neuordnung der Kantone in Frankreich stieg die Zahl der Gemeinden 2015 auf 19. Zu den fünf bisherigen Gemeinden kamen alle Gemeinden der bisherigen Kantone Derval und Nozay hinzu.

## Lage
Der Kanton liegt im Norden des Départements Loire-Atlantique.

## Gemeinden
Der Kanton besteht aus 19 Gemeinden mit insgesamt 37.053 Einwohnern (Stand: 1. Januar 2022) auf einer Gesamtfläche von 726,29 km²:
| Gemeinde                 | Gallo           | Bretonisch           | Einwohner (2022) | Fläche (km²) | Code postal | Code Insee |
| ------------------------ | --------------- | -------------------- | ---------------- | ------------ | ----------- | ---------- |
| Abbaretz                 | Abarèt          | Abarrez              | 2.052            | 61,76        | 44170       | 44001      |
| Conquereuil              | Concreüz        | Konkerel             | 1.072            | 32,87        | 44290       | 44044      |
| Derval                   | Dervau          | Derwal               | 3.578            | 63,51        | 44590       | 44051      |
| Guémené-Penfao           | Gemenae-Penfou  | Gwenvenez-Penfaou    | 5.242            | 105,51       | 44290       | 44067      |
| Jans                     | Jantz           | Hentieg              | 1.381            | 33,21        | 44170       | 44076      |
| La Chevallerais          | La Chevaleraè   | Kergaval             | 1.559            | 10,23        | 44810       | 44221      |
| La Grigonnais            | La Gergonàe     | Kerrigon             | 1.815            | 21,22        | 44170       | 44224      |
| Lusanger                 | Luzanjae        | Luzevieg             | 1.064            | 35,38        | 44590       | 44086      |
| Marsac-sur-Don           | Marsac          | Marzheg              | 1.529            | 27,68        | 44170       | 44091      |
| Massérac                 | Macérac         | Merzhereg            | 670              | 18,78        | 44290       | 44092      |
| Mouais                   | Móaè            | Lanvoe               | 356              | 9,93         | 44590       | 44105      |
| Nozay                    | Nozàè           | Nozieg               | 4.280            | 57,7         | 44170       | 44113      |
| Pierric                  | Pièric          | Pierig               | 1.011            | 27,3         | 44290       | 44123      |
| Puceul                   | Puczoe          | Puñsel               | 1.124            | 20,09        | 44390       | 44138      |
| Saffré                   | Safrei          | Saverieg             | 4.075            | 57,46        | 44390       | 44149      |
| Saint-Vincent-des-Landes | Saent-Veinczant | Sant-Visant-al-Lann  | 1.527            | 33,7         | 44590       | 44193      |
| Sion-les-Mines           | Sion            | Hezin-ar-Mengleuzioù | 1.658            | 54,71        | 44590       | 44197      |
| Treffieux                | Tréfioec        | Trefieg              | 976              | 19,12        | 44170       | 44208      |
| Vay                      | Vaè             | Gwez                 | 2.084            | 36,13        | 44170       | 44214      |
| Kanton Guémené-Penfao    | Gemenae-Penfou  | Gwenvenez-Penfaou    | 37.053           | 726,29       | -           | 4408       |

Der alte Kanton Guémené-Penfao umfasste fünf Gemeinden auf einer Fläche von 212,14 km². Diese waren: Conquereuil, Guémené-Penfao (Hauptort), Marsac-sur-Don, Massérac und Pierric. Er besaß vor 2015 einen anderen INSEE-Code als heute, nämlich 4412.

## Bevölkerungsentwicklung
| 1962  | 1968  | 1975  | 1982  | 1990  | 1999  | 2006  | 2013  |
| ----- | ----- | ----- | ----- | ----- | ----- | ----- | ----- |
| 8.994 | 8.587 | 8.047 | 7.818 | 7.741 | 7.374 | 8.670 | 9.487 |

## Politik
Im 1. Wahlgang am 22. März 2015 erreichte keines der vier Wahlpaare die absolute Mehrheit. Bei der Stichwahl am 29. März 2015 gewann das Gespann Yannick Bigaud (UMP/LR)/Anne-Sophie Douet (DVD) gegen Viviane Lopez/Gilles Philippot (beide DVG) mit einem Stimmenanteil von 50,05 % (Wahlbeteiligung:53,34 %).
Seit 1945 hatte der Kanton folgende Abgeordnete im Rat des Départements:
| Vertreter im conseil général des Départements | Vertreter im conseil général des Départements | Vertreter im conseil général des Départements |
| Amtszeit                                      | Name                                          | Partei                                        |
| --------------------------------------------- | --------------------------------------------- | --------------------------------------------- |
| 1945–1992                                     | unbekannt                                     |                                               |
| 1949–1955                                     | M. Gourbil                                    | unbekannt                                     |
| 1955–1973                                     | Henri Fournis                                 | DVD                                           |
| 1973–1985                                     | Gaston Herrouin                               | DVG                                           |
| 1985–1992                                     | Eugène Leblay                                 | PS                                            |
| 1992–2015                                     | Yannick Bigaud                                | UDF, dann UMP                                 |
| 2015–                                         | Yannick Bigaud Anne-Sophie Douet              | LR DVD                                        |